# موز مشقوق الثمار
موز مشقوق الثمار (الاسم العلمي:Musa schizocarpa) هو نوع من النباتات يتبع جنس الموز من الفصيلة الموزية.